# Ferron (futebolista)
Luiz Antonio Linhares Garcia, mais conhecido como Ferron (Rondonópolis, 11 de novembro de 1985), é um ex-futebolista brasileiro que atuava como zagueiro.

## Carreira
Ferron fez suas estreia no Tubarão, depois de ter representado União Bandeirante e Atlético Mineiro como jovem.
Em maio de 2008, assina com o Rondonópolis e no mesmo ano mudou-se para o exterior pela primeira vez em sua carreira juntando-se ao Sun Pegasus FC da Hong Kong Premier League.
Ferron retornou à sua terra natal no ano seguinte, depois de chegar a um acordo com o São José EC. Após um curto período no Mirassol, ele voltou para São José EC em agosto de 2009, permanecendo no clube até maio do ano seguinte.
Em 2010, Ferron assina pelo Ituiutaba, fazendo uma grande temporada na Série C perdendo o titulo para o ABC no ultimo jogo. Em 19 de dezembro de 2010, ele mudou-se para a Série B para jogar pela Ponte Preta.
Ferron fez sua estreia na serie B em 21 de maio de 2011, a partir de um 5-0 em casa sobre o ASA, e marcou seu primeiro gol seis dias mais tarde, mas em uma derrota de 1-3 contra o Vila Nova. Ele terminou a campanha com 30 jogos e 3 gols, ajudando a Ponte Preta a subir para a Série A.
Em 20 de maio de 2012, Ferron fez sua estreia na Série A, jogando os 90 minutos em uma derrota 0-1 em casa contra o Atlético Mineiro. Ele marcou seu primeiro gol no nível mais alto em 22 de julho, em um 1-2 de sua equipa contra o Fluminense, também no Estádio Moisés Lucarelli.
Em 12 de dezembro de 2012, Ferron renovou com Ponte Preta por mais um ano, mas optou por deixar o clube cerca de um ano mais tarde, juntando-se ao Sport.
Em 22 de dezembro de 2014, se juntou Figueirense e retornou a Ponte Preta novamente em agosto de 2015.
Em maio de 2016, sem espaço, Ferron foi emprestado para o Criciúma até o fim do Campeonato Catarinense de 2017.
Uma década depois, no final de 2017, volta ao Uberlândia EC.
No início de 2020, foi contratado pelo Concórdia para a disputa do Campeonato Catarinense. Em outubro do mesmo ano, foi contratado pelo Moto Club para reforçar o time na sequência da Série D do Campeonato Brasileiro.
Em 2021, defendeu o União Rondonópolis na Série D do Brasileiro, Copa do Brasil e Estadual.
Após encerrar sua carreira de jogador, no final de 2022, assume como gerente de futebol do União Rondonópolis.

## Títulos

### Sport
- Campeonato Pernambucano: 2014 [22]
- Copa do Nordeste: 2014 [23]

### Figueirense
- Campeonato Catarinense: 2015 [24]